# Brem
A brem egy tradicionális indonéz erjesztett étel vagy ital. Négyféle brem létezik.
A brem sütemény Madium és Wonogiri eredetű, illetve kétféle rizsborból készült brem ital létezik, amik Nusa Tenggaráról, de főként inkább Baliról ismertek. A jávai kultúrát és irodalmat vizsgáló kutatások a brem jáva-szigeti megjelenését időszámításunk után 1000 környékére teszik.
A brem ital fogyasztása fontos szerepet játszik a hindu vallási szertartásokban. Tetabuhannak nevezik a Buto Kalának ajánlott italt, mely ceremónia célja a harmónia elnyerése. Az előállítás során felhasznált fehér és fekete rizstől függően a brem színe lehet fehér vagy piros. A brem ital lehet édes, félédes, sőt még savanyú is, alkoholtartalma pedig 5 és 14 százalék között lehet.
A brem sütemény két kis faluban készül,: Wonogiriben és Madiumban. Ennek fogyasztása a vérserkentő hatású, valamint a mikroorganizmusok által előállított B-vitamin tartalmának köszönhetően, bőrgyulladás megelőző hatása is van. A süteményt édességként fogyasztják.

## Külső hivatkozások
- A brem készítése
- Bali italok Archiválva 2009. április 24-i dátummal a Wayback Machine-ben
- Brem italok a hindu szertartásokban